# Heinz Hausmann (Künstler)

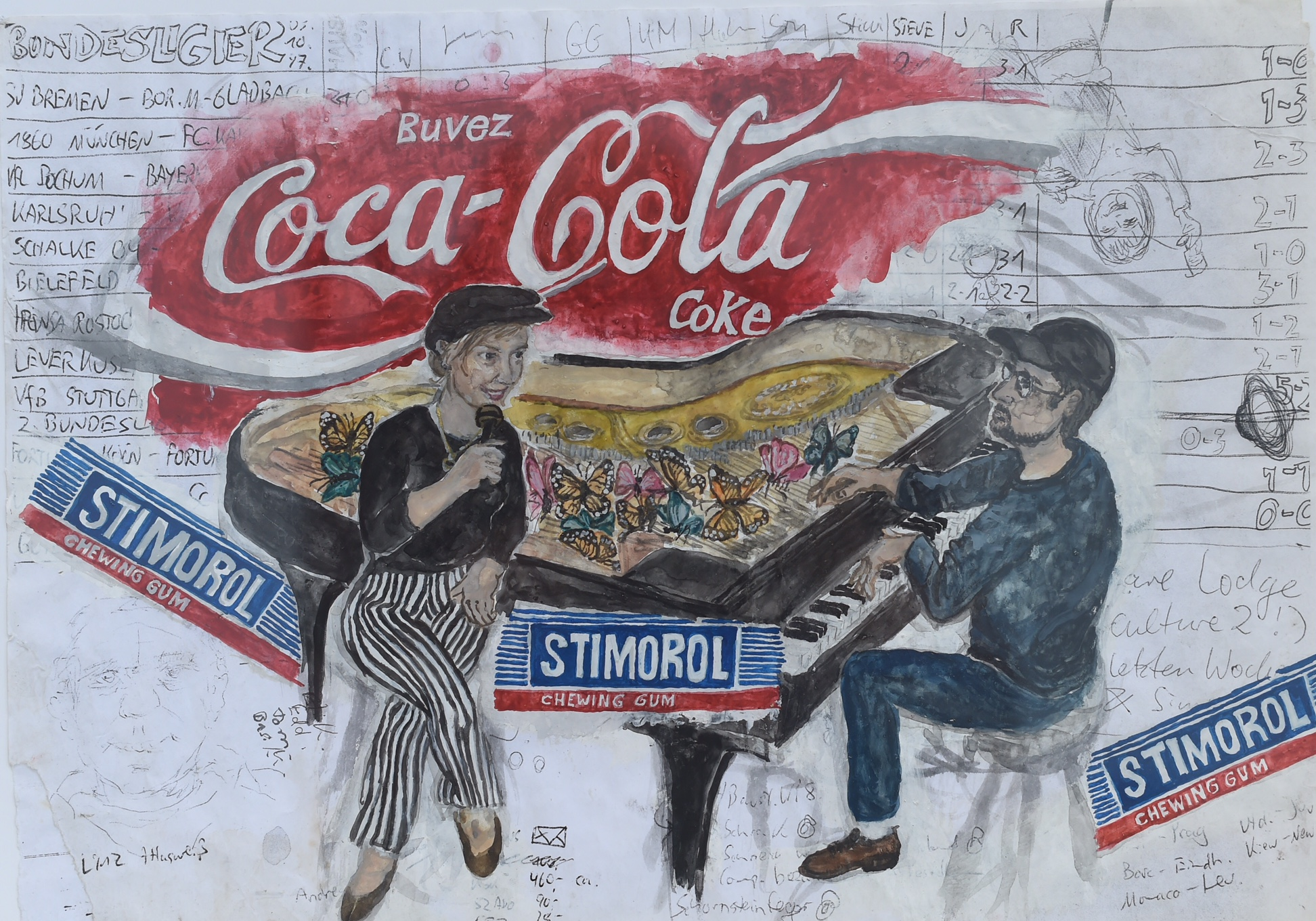
Heinz Hausmann, LLolaLLola f. betrunkenen Bariton (oder Alt) und präpariertes Klavier (ded. Marlene Dietrich, Emil Jannings und Friedrich Hollaender), 2018, Tip26w

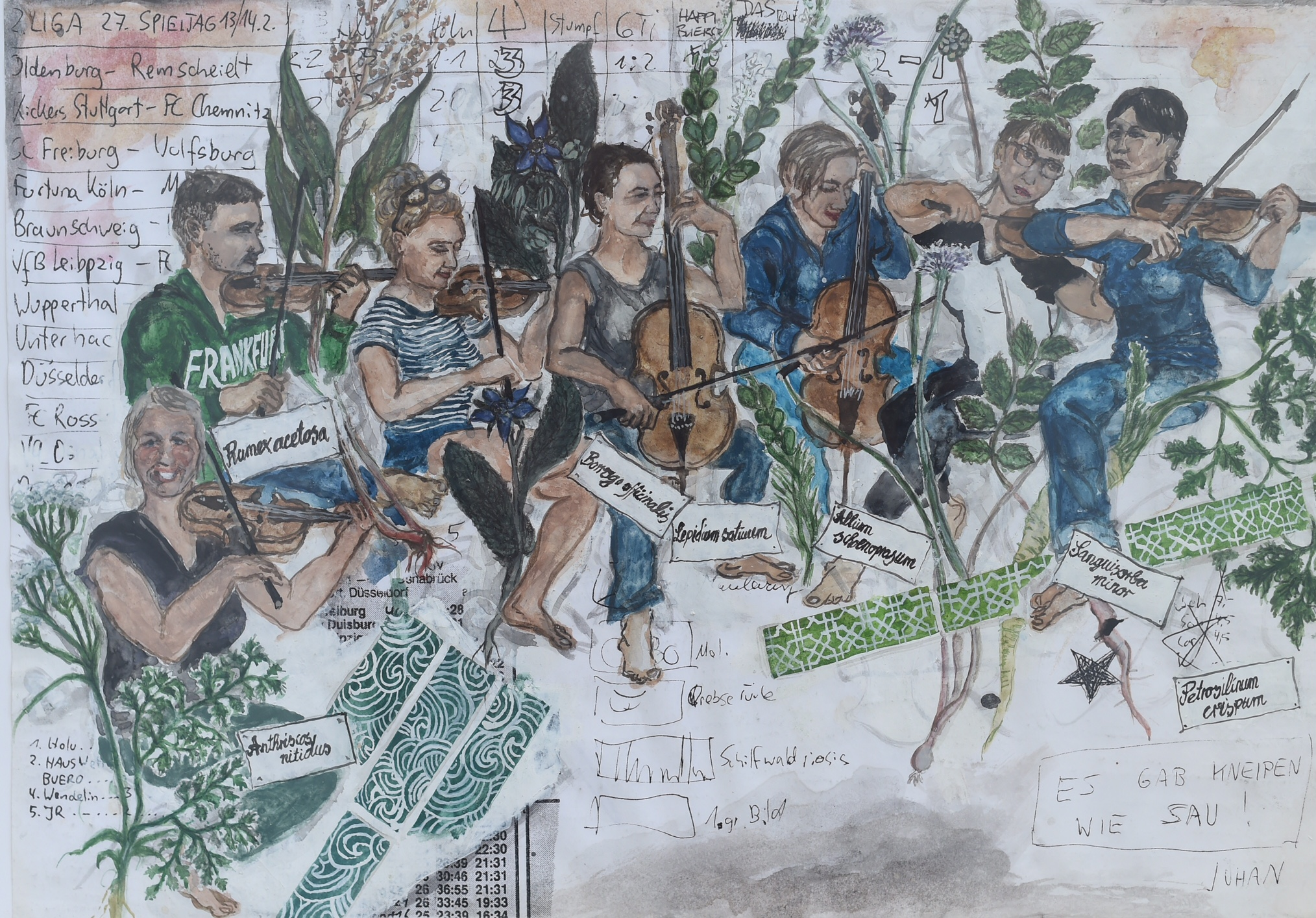
Heinz Hausmann, Sennolio-Ensemble spielt Hausmusik, "Kräuterensemble f. "Frankfurter grie Soß" (ded. to Stephie), f. Streichseptett, Pinselzeichnung auf Papier, ca. 30 cm × 40 cm, 2018, TIP26m

Heinz Hausmann (* 6. Juli 1959 in Ederen, Nordrhein-Westfalen) ist ein deutscher bildender Künstler. 

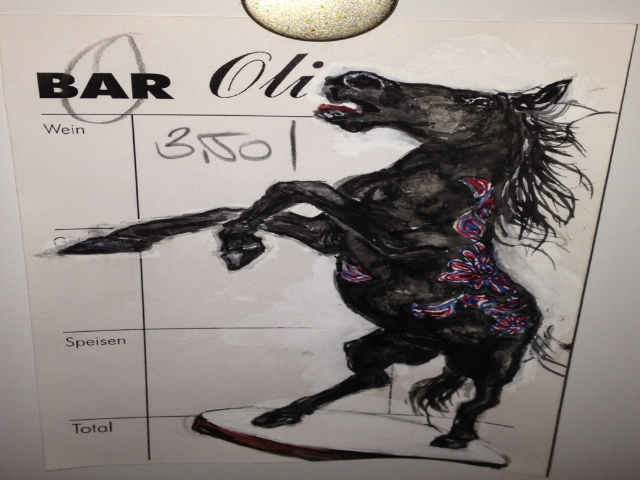
Springer aus der Serie „Springer auf E 6“, Wasserfarbe auf Bestellzettel, 15 cm × 10 cm, 2012

## Leben
Heinz Hausmann wuchs im Schwarzwald auf und schloss das Gymnasium 1979 in Jülich mit dem Abitur ab und begann ein Studium an der Kunstakademie Düsseldorf im Jahr 1980 bei Bernd Minnich und Alfonso Hüppi. Während des Studiums beteiligte er sich u. a. mit Stefan Ettlinger an der Künstlergruppe Anarchistische GummiZelle. Hausmann schloss das Studium 1988 als Meisterschüler von Hüppi ab. Im Jahr 1989 beteiligte er sich an der Kuratoriumsgemeinschaft Ring-Club mit Hans Irrek und Johann Röing. Von 1993 bis 2000 übernahm er die Geschäftsführung des Künstlervereins WP8.

Hausmann lebt und arbeitet als freier Künstler in Düsseldorf.  

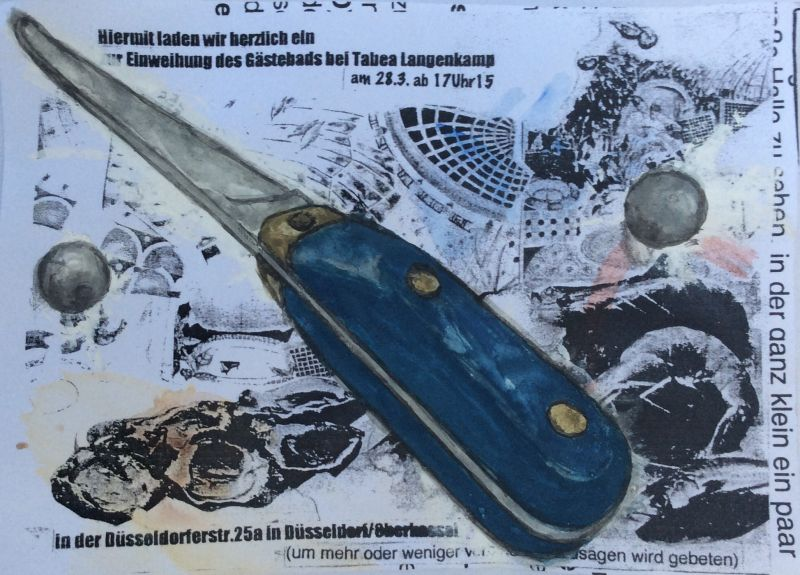
Heinz Hausmann, Katrins Austernmesser,WV TEX 27,b, 9,5 cm × 12 cm, Gouache, 2015

## Projekte
Neben den hauptsächlichen Arbeiten von Pinselzeichnungen, Collagen und Malereien bestehen zeitweilig auch Zusammenarbeiten mit Künstlergruppierungen, aus der auch konzeptionelle Projekte entstanden:
- Film- u. Bühnenprojekte mit der Anarchistischen Gummizelle (1982–2004)
- die Installation diverser „WM/EM-Bars“ zu Fußballturnieren im Künstlerverein WP8 (mit Claus Föttinger, Hendrik Krawen, Stefan Ettlinger, Romano Granderath u. a., 1990–2010)
- die Entwicklung und Errichtung der Modellstadt Makroville mit dem Ring-Club (mit ca. 100 teilnehmenden Künstlern, Architekten u. a., 1996)
- die Einrichtung einer Tippgemeinschaft HausWetten (seit 1981 und ab 2002 online)
- wnw,wv – Kunstbuch aus assembliertem und erzähltem Text im Taschenbuchformat Vgl. Hypertext, mit Thorsten Ebeling, 2013, ISBN 978-3-00-040027-8

Diese Gemeinschaftsprojekte führen daneben zu einer Auseinandersetzung mit Artefakten von Systemen wie Spiele (z. B. Monopoly) und deren Bretter, Karten, Figuren (siehe Springer auf E6) sowie auch Geldscheinen. In Entwicklung ist die Errichtung einer (persönlichen) Enzyklopädie.

## Werke
- Tapisserien (Öl auf Papier) 1984–1988
- Kleinformatige Zeichnungen: Mein Atlas (Wasserfarben auf Kopie) entstehen ab 1996
- 1966 (überarbeitetes Buch, Wasserfarbe, 64 seitig, als Faksimile, ISBN 3-00-014654-7)
- gezeichnete Assemblagen, Titel: Aufräumen, (Wasserfarben auf gebrauchtem Papier, entstehen ab 2005)
- Wandmalereien (Öl und Wasserfarben auf trockenem Putz) im Zeitraum von 2000 bis 2007 und 2016
- Annuntiale Defunctorum (Choralhandschrift, überarbeitetes Buch, Wasserfarbe, 72 seitig, 2011)
- Nature mortes. Stilleben, Bildobjekte, Prinzessinnen in Käseschachtel, (Öl und Wasserfarben auf Gips und Schachteln, seit 2007)
- Zeichnungen zu Springer auf E6 (Wasserfarben auf Quittungen - 32-teilig) ab 2011
- Yoga + Kunstform, Überarbeitetes Buch von Heinrich Zimmer, 192 seitig, 2016
- Zeichnungen zu SENNOLIO-Ensemble spielt Hausmusik, 2017–2020

## Einzelausstellungen
- 2022: ...nnO...(perspektiv) Orchester spielt Hausmusik Tl.II, Martin Leyer-Pritzkow Ausstellungen, Düsseldorf
- 2022: Heinz Hausmann Encyclopédie, Jacobihaus, Malkasten, Düsseldorf
- 2019: Aufräumen! mit Prinzessinnen, The Box, Düsseldorf
- 2018: SENNOLIO-ENSEMBLE spielt Hausmusik, Martin Leyer-Pritzkow Ausstellungen, Düsseldorf
- 2014: Heim, Haus und Hof, verspielt Martin Leyer-Pritzkow Ausstellungen, Düsseldorf
- 2007: Aufräumen! Jetzt!, Galerie Eva Bracke, Berlin
- 2005: Aufräumen!, Galerie Claudia Simon, Düsseldorf
- 1998: Heinz Hausmann, Kunsthaus Essen, Essen

## Ausstellungsbeteiligungen
- 2024: Der malende Maler und der malende Zeichner mit Stefan Ettlinger u. Heinz Hausmann, Martin Leyer-Pritzkow, Düsseldorf
- 2019: D-Polytop. Kunst aus Düsseldorf, u. a. mit Jörg Paul Janka, Ulrich Hensel, Kunsthalle Düsseldorf
- 2016: Etwas von Haus und Jedem verspielt – macht noch lang nicht blind, mit Stefan Ettlinger, Hendrik Krawen, Martin Leyer-Pritzkow Ausstellungen, Düsseldorf
- 2014: Über Eck, Ausstellung Kunsthalle Düsseldorf
- 2012: Blätterwald oder Die Quintessenz des Buches, Projektraum Deutscher Künstlerbund, Berlin
- 2011: Das Widerspenstige Fleisch, Märkisches Museum (Witten), Witten
- 2011: Die Erfindung der Wirklichkeit – Photographie an der Kunstakademie Düsseldorf von 1970 bis heute – Akademie-Galerie – Die Neue Sammlung, Düsseldorf
- 2010: das widerspenstige Fleisch (Rudolf Schlichter) – Galerie Peter Tedden, Düsseldorf
- 2006: Geld schießt keine Tore – Aktuelle Kunst zum Phänomen Fußball – Kunst- und Kulturstiftung Opelvillen Rüsselsheim
- 2003: Bürgermeister Irrek, Galerie Olaf Stüber, Berlin
- 2002: Zeichnung, Galerie Wolfram Bach, Düsseldorf
- 2001: Heinz Hausmann  mit Heather Allen, Galerie Simon Spiekermann, Düsseldorf
- 1998: WM-Bar-9 – PARKHAUS im Malkastenpark, Düsseldorf
- 1993: Halber Liter Verlag – Galerie Ferdinand van Dieten – Galerie d’Eendt, Amsterdam

## Publikationen
- als Herausgeber und Autor: 1966. Wasserfarben, 2004. ISBN 3-00-014654-7
- wnw,wv – Kunstbuch aus assembliertem und erzähltem Text im Taschenbuchformat Vgl. Hypertext, mit Thorsten Ebeling, 2013, ISBN 978-3-00-040027-8
- Die Erfindung der Wirklichkeit – Photographie an der Kunstakademie Düsseldorf von 1970 bis heute, Akademie-Galerie Die neue Sammlung, Hrsg.: Akademie-Galerie Die neue Sammlung, mit Abbild. u. a. von Thomas Demand, Claus Föttinger, Andreas Gursky, Heinz Hausmann, Ulrich Hensel, Candida Höfer, Thomas Ruff, Katharina Sieverding, Thomas Struth, 2011, ISBN 978-3-9813879-2-6
- SENNOLIO-Ensemble spielt Hausmusik, Begleitheft zu Musikspielscene, 40 S., Hrsg.: Martin Leyer-Pritzkow, 2020, ISBN 978-3-9820895-6-0

## Lehrtätigkeit
Vom „Politischen“ im „Künstlerischen“ - Hölzchen zum „l'art pour l'art“ - Stöckchen, Vorlesungen Sommersemester, Kunstakademie Düsseldorf, 2017

## Auszeichnungen
- 1987 Stipendium an der Cité Internationale des Arts Paris
- 1988 Stipendium der Eduard-Bargheer-Stiftung